# Kanembu (Volk)

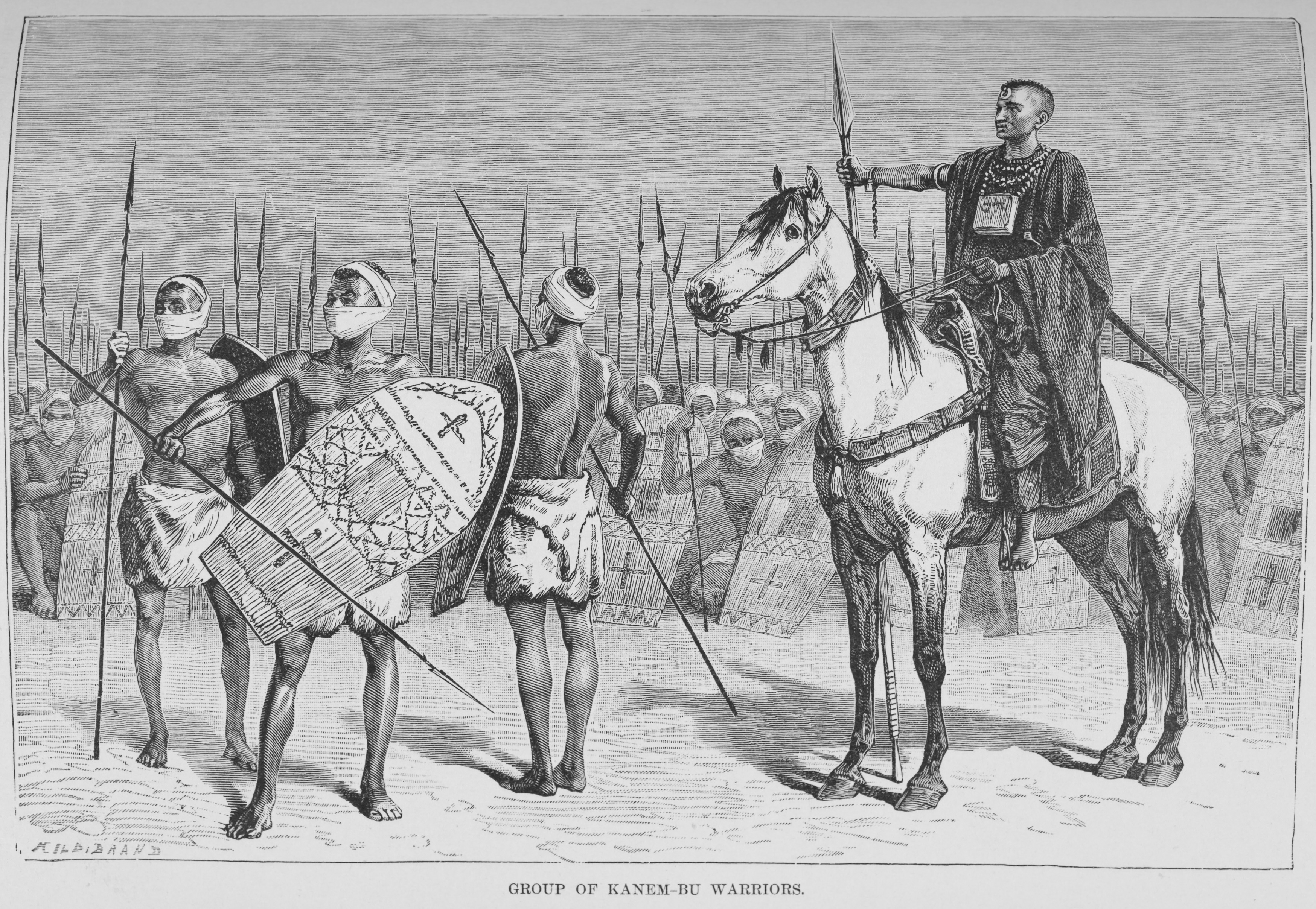
Kanembu-Krieger, europäische Darstellung aus 1892

Kanembu (auch französisch Kanembou oder Kanem) ist der Name eines östlich des Tschadsees in der heutigen Republik Tschad lebenden Volkes.
Das Volk der Kanembu ist aus dem Reich Kanem hervorgegangen und trägt auch seinen Namen: Kanem-bu – „Leute von Kanem“. So wie die Sprache Kanembu lediglich ein Dialekt des westlich vom Tschadsee in Bornu gesprochenen Kanuri ist, so waren Kanem und Bornu bis zu Beginn des 19. Jahrhunderts im Rahmen des Reiches Kanem-Bornu unter der Herrschaft der Sefuwa vereint. Nur vom Ende des 14. bis zur zweiten Hälfte des 16. Jahrhunderts herrschten die Bulala über Kanem. Heute leben die Kanembu mehrheitlich in der Provinz Kanem östlich des Tschadsees in der Republik Tschad mit Sitz des Präfekten in Mao. Unter den Kanembu befinden sich Mitglieder der aus Nigeria eingewanderten Untergruppe der Bornu (nigerianische Bezeichnung: Kanuri).